# Sérénissime Assassinat
Sérénissime Assassinat est un récit de Gabrielle Wittkop, publié en 2001.

## Présentation
À Venise, au XVIIIe siècle, Alvise Lanzi voit mourir ses épouses successivement : intrigue policière sur laquelle l'auteur développe une impressionnante série de vues animées d'une ville construite sur le mensonge de ses canaux. Le kaléidoscope d'images, inspiré des tableaux de Francesco Guardi, Pietro Longhi et Tiepolo le Jeune, sert de décor à un « drame étrange et cruel » où la recherche du coupable n'est certainement pas l'aventure la plus importante pour le lecteur.